# 孩儿草
孩儿草（学名：Rungia pectinata）是爵床科孩儿草属的植物。分布在印度、斯里兰卡、泰国、中南半岛以及中国大陆的广东、海南、广西、云南等地，生长于海拔200米至1,900米的地区，多生长于草地上或野生杂草中。

## 种下等级
- Rungia pectinata (L.) Nees var. clarkeana Hand.-Mazz.